# Khalikh
Khalikh (en rus: Халих) és un poble del Daguestan, a Rússia, que en el cens del 2010 tenia 48 habitants. Pertany al districte rural d'Agvali.